# Milena Hajnšek - Holz
Milena Hajnšek - Holz, slovenska jezikoslovka, * 24. december 1936.

## Odlikovanja in nagrade
Leta 1993 je skupaj z Marijo Janežič prejela častni znak svobode Republike Slovenije z naslednjo utemeljitvijo: »za izjemne zasluge pri Slovarju slovenskega knjižnega jezika«.